# Generali Open 2015 - Qualificazioni singolare
Le qualificazioni del singolare del Generali Open 2015 sono state un torneo di tennis preliminare per accedere alla fase finale della manifestazione. I vincitori dell'ultimo turno sono entrati di diritto nel tabellone principale. In caso di ritiro di uno o più giocatori aventi diritto a questi sono subentrati i lucky loser, ossia i giocatori che hanno perso nell'ultimo turno ma che avevano una classifica più alta rispetto agli altri partecipanti che avevano comunque perso nel turno finale.

## Teste di serie
1. Paul-Henri Mathieu (qualificato)
2. Albert Montañés (ultimo turno, Lucky loser)
3. Jan-Lennard Struff (qualificato)
4. Norbert Gombos (primo turno)

1. Kenny de Schepper (qualificato)
2. Carlos Berlocq (ultimo turno)
3. Jozef Kovalík (ultimo turno)
4. Marius Copil (secondo turno)

## Qualificati
1. Paul-Henri Mathieu
2. Kenny de Schepper

1. Jan-Lennard Struff
2. Rogério Dutra da Silva

### Lucky loser
1. Albert Montañés

## Tabellone

### Legenda
| - Q = Qualificato - WC = Wild card - LL = Lucky loser | - ALT = Alternate - SE = Special Exempt - PR = Protected Ranking | - w/o = Walkover - r = Ritirato - d = Squalificato |

### Sezione 1
|  | Primo turno | Primo turno        | Primo turno        | Primo turno | Primo turno |  |  | Secondo turno | Secondo turno      | Secondo turno      | Secondo turno | Secondo turno |   |   | Ultimo turno | Ultimo turno       | Ultimo turno       | Ultimo turno | Ultimo turno |  |
|  |             |                    |                    |             |             |  |  |               |                    |                    |               |               |   |   |              |                    |                    |              |              |  |
|  |             |                    |                    |             |             |  |  |               |                    |                    |               |               |   |   |              |                    |                    |              |              |  |
|  |             |                    |                    |             |             |  |  | 1             | Paul-Henri Mathieu | Paul-Henri Mathieu | 6             | 6             |   |   |              |                    |                    |              |              |  |
|  |             | Lukas Jastraunig   | 6                  | 2           | 65          |  |  |               | Marek Michalička   | Marek Michalička   | 2             | 4             |   |   |              |                    |                    |              |              |  |
|  |             | Marek Michalička   | 4                  | 6           | 7           |  |  |               |                    |                    |               |               |   |   | 1            | Paul-Henri Mathieu | Paul-Henri Mathieu | 6            | 6            |  |
|  |             | Jaume Munar        | Jaume Munar        | 6           | 6           |  |  |               |                    |                    | Jaume Munar   | Jaume Munar   | 4 | 3 |              |                    |                    |              |              |  |
|  |             | Stefan Merunka     | Stefan Merunka     | 2           | 0           |  |  |               | Jaume Munar        | 3                  | 7             | 6             |   |   |              |                    |                    |              |              |  |
|  |             | Mikhail Ledovskikh | Mikhail Ledovskikh | 4           | 4           |  |  | 8             | Marius Copil       | 6                  | 6             | 2             |   |   |              |                    |                    |              |              |  |
|  | 8           | Marius Copil       | Marius Copil       | 6           | 6           |  |  |               |                    |                    |               |               |   |   |              |                    |                    |              |              |  |

### Sezione 2
|  | Primo turno | Primo turno       | Primo turno       | Primo turno | Primo turno |  |  | Secondo turno | Secondo turno     | Secondo turno     | Secondo turno     | Secondo turno |   |   | Ultimo turno | Ultimo turno    | Ultimo turno | Ultimo turno | Ultimo turno |  |
|  |             |                   |                   |             |             |  |  |               |                   |                   |                   |               |   |   |              |                 |              |              |              |  |
|  | 2           | Albert Montañés   | Albert Montañés   | 6           | 6           |  |  |               |                   |                   |                   |               |   |   |              |                 |              |              |              |  |
|  |             | Jannis Liniger    | Jannis Liniger    | 0           | 0           |  |  | 2             | Albert Montañés   | Albert Montañés   | 6                 | 6             |   |   |              |                 |              |              |              |  |
|  |             | Victor Hănescu    | 6                 | 3           | 7           |  |  |               | Victor Hănescu    | Victor Hănescu    | 2                 | 3             |   |   |              |                 |              |              |              |  |
|  |             | Michael Linzer    | 2                 | 6           | 5           |  |  |               |                   |                   |                   |               |   |   | 2            | Albert Montañés | 6            | 64           | 5            |  |
|  |             | František Čermák  | František Čermák  | 1           | 2           |  |  |               |                   | 5                 | Kenny de Schepper | 3             | 7 | 7 |              |                 |              |              |              |  |
|  |             | Anton Zaitcev     | Anton Zaitcev     | 6           | 6           |  |  |               | Anton Zaitcev     | Anton Zaitcev     | 3                 | 4             |   |   |              |                 |              |              |              |  |
|  |             | Gibril Diarra     | Gibril Diarra     | 3           | 2           |  |  | 5             | Kenny de Schepper | Kenny de Schepper | 6                 | 6             |   |   |              |                 |              |              |              |  |
|  | 5           | Kenny de Schepper | Kenny de Schepper | 6           | 6           |  |  |               |                   |                   |                   |               |   |   |              |                 |              |              |              |  |

### Sezione 3
|  | Primo turno | Primo turno          | Primo turno          | Primo turno | Primo turno |  |  | Secondo turno | Secondo turno      | Secondo turno      | Secondo turno | Secondo turno |   |   | Ultimo turno | Ultimo turno       | Ultimo turno       | Ultimo turno | Ultimo turno |  |
|  |             |                      |                      |             |             |  |  |               |                    |                    |               |               |   |   |              |                    |                    |              |              |  |
|  | 3           | Jan-Lennard Struff   | Jan-Lennard Struff   | 6           | 6           |  |  |               |                    |                    |               |               |   |   |              |                    |                    |              |              |  |
|  |             | Jordi Samper-Montaña | Jordi Samper-Montaña | 4           | 1           |  |  | 3             | Jan-Lennard Struff | Jan-Lennard Struff | 6             | 6             |   |   |              |                    |                    |              |              |  |
|  |             | Pedro Cachín         | Pedro Cachín         | 2           | 2           |  |  | WC            | Lenny Hampel       | Lenny Hampel       | 4             | 3             |   |   |              |                    |                    |              |              |  |
|  | WC          | Lenny Hampel         | Lenny Hampel         | 6           | 6           |  |  |               |                    |                    |               |               |   |   | 3            | Jan-Lennard Struff | Jan-Lennard Struff | 6            | 7            |  |
|  | WC          | Alexander Erler      | Alexander Erler      | 1           | 6(1)        |  |  |               |                    | 7                  | Jozef Kovalík | Jozef Kovalík | 2 | 5 |              |                    |                    |              |              |  |
|  | WC          | Lucas Miedler        | Lucas Miedler        | 6           | 7           |  |  | WC            | Lucas Miedler      | Lucas Miedler      | 6             | 4             |   |   |              |                    |                    |              |              |  |
|  |             | Bastian Trinker      | Bastian Trinker      | 5           | 2           |  |  | 7             | Jozef Kovalík      | Jozef Kovalík      | 7             | 6             |   |   |              |                    |                    |              |              |  |
|  | 7           | Jozef Kovalík        | Jozef Kovalík        | 7           | 6           |  |  |               |                    |                    |               |               |   |   |              |                    |                    |              |              |  |

### Sezione 4
|  | Primo turno | Primo turno            | Primo turno            | Primo turno | Primo turno |  |  | Secondo turno | Secondo turno          | Secondo turno          | Secondo turno  | Secondo turno |   |    | Ultimo turno | Ultimo turno           | Ultimo turno | Ultimo turno | Ultimo turno |  |
|  |             |                        |                        |             |             |  |  |               |                        |                        |                |               |   |    |              |                        |              |              |              |  |
|  | 4           | Norbert Gombos         | 7                      | 4           | 1           |  |  |               |                        |                        |                |               |   |    |              |                        |              |              |              |  |
|  |             | Rogério Dutra da Silva | 6(1)                   | 6           | 6           |  |  |               | Rogério Dutra da Silva | Rogério Dutra da Silva | 6              | 6             |   |    |              |                        |              |              |              |  |
|  |             | François-Arthur Vibert | François-Arthur Vibert | 0           | 1           |  |  |               | Pascal Brunner         | Pascal Brunner         | 4              | 4             |   |    |              |                        |              |              |              |  |
|  |             | Pascal Brunner         | Pascal Brunner         | 6           | 6           |  |  |               |                        |                        |                |               |   |    |              | Rogério Dutra da Silva | 6            | 4            | 7            |  |
|  |             | Maximilian Neuchrist   | 4                      | 6           | 3           |  |  |               |                        | 6                      | Carlos Berlocq | 4             | 6 | 63 |              |                        |              |              |              |  |
|  |             | André Sá               | 6                      | 3           | 6           |  |  |               | André Sá               | André Sá               | 4              | 0             |   |    |              |                        |              |              |              |  |
|  |             | Viktor Galović         | Viktor Galović         | 2           | 4           |  |  | 6             | Carlos Berlocq         | Carlos Berlocq         | 6              | 6             |   |    |              |                        |              |              |              |  |
|  | 6           | Carlos Berlocq         | Carlos Berlocq         | 6           | 6           |  |  |               |                        |                        |                |               |   |    |              |                        |              |              |              |  |